# هوس (آلبوم)
 هوس نام یک آلبوم موسیقی اثر معین، خوانندهٔ ایرانی است که در سبک پاپ و سنتی تهیه شده و دارای ۵ آهنگ است.

## فهرست آهنگ‌ها
| آلبوم هَوَس، شرکت ترانه، ۱۳۶۴ |               |                  |                  |
| آهنگ                        | ترانه سرا     | آهنگساز          | تنظیم            |
| هَوَس                         | هما میر افشار | انوشیروان روحانی | انوشیروان روحانی |
| سفره                        | مسعود امینی   | صادق نوجوکی      | صادق نوجوکی      |
| پنجره                       | سَنا           | برازنده          | نوید نَحوی        |
| لیلی و مجنون                | بیژن سمندر    | حسن شماعی زاده   | حسن شماعی زاده   |
| دلم گرفته                   | لیلا کسری     | محمد حیدری       | محمد حیدری       |